# Il était une fois nous deux
Singles de Joe Dassin
Et si tu n'existais pas / Salut
(1976) Le Jardin du Luxembourg
(1976)
Clip vidéo
Il était une fois nous deux (live officiel)
Il était une fois nous deux (audio)
sur YouTube
Il était une fois nous deux est une chanson de Joe Dassin, parue sur son album de 1976 Le Jardin du Luxembourg. Elle est sortie la même année comme premier single de l'album.
C'est une adaptation de la chanson italienne Monja Monja, écrite par Toto Cutugno et Vito Pallavicini et initialement interprétée par le groupe Albatros fondé par Toto Cutugno. Le texte a été adapté en français par Claude Lemesle et Pierre Delanoë.

## Accueil commercial
Après sa sortie en single, Il était une fois nous deux s'est écoulée à plus de 300 000 exemplaires en France.

## Liste des pistes
| 1. | Il était une fois nous deux | Claude Lemesle, Pierre Delanoë, Toto Cutugno, Vito Pallavicini | 3:55 |
| 2. | Les Aventuriers             | Claude Lemesle, Pierre Delanoë, Larry E. Williams              | 2:40 |

## Crédits
Crédits adaptés depuis Discogs.
- Joe Dassin – voix
- Claude Lemesle – paroles
- Pierre Delanoë – paroles
- Toto Cutugno – composition
- Vito Pallavicini – composition
- Johnny Arthey – arrangements, direction orchestre
- Bernard Estardy – ingénieur du son
- Jacques Plait – réalisateur artistique

## Classements
| Classement (1976)                       | Meilleure position |
| --------------------------------------- | ------------------ |
| Belgique (Flandre Ultratop 50 Singles)  | 23                 |
| Belgique (Wallonie Ultratop 50 Singles) | 2                  |
| France (CIDD)                           | 4                  |

| Classement (1976) | Position |
| ----------------- | -------- |
| France (IFOP)     | 31       |